# Лорченко Микола Іванович
Лорченко Микола Іванович (1865 чи 1875—1953) — полковник Армії УНР.

## Життєпис
У 1902—1904 рр. — викладач фізики та математики у Лубенській гімназії. Згодом — викладач Володимирського Київського кадетського корпусу, комерційного училища та приватної гімназії. З 1911 р. — викладач Полтавської чоловічої гімназії. В 1911 році — викладач фізики у Полтавському Олександрівському реальному училищі.
З кінця 1911 р. — викладач Київської чоловічої реальної школи. Станом на 1914 р. — викладач Київських сільськогосподарських курсів при Київському товаристві сільського господарства.
У 1917 р. вступив добровольцем до 1-го Українського козацького полку ім. Б. Хмельницького. З 3 березня 1919 р. — начальник культурно-освітнього відділу Головного управління Генерального штабу Дієвої армії УНР. З весни 1920 р. — інспектор класів Кам'янець-Подільської спільної юнацької школи, одночасно — начальник культурно-освітнього відділу Генерального штабу УНР. З 5 жовтня 1920 р. — полковник.
У 1920—30-х рр. був професором математики в Українській господарській академії у Подєбрадах.
Похований у Празі на Ольшанському цвинтарі.